# Joachim Jérôme Quiot du Passage
Joachim Jérôme Quiot du Passage, (1775 - 1849), baron, a fost un general francez francez al perioadei napoleoniene. Căpitan în 1793, Quiot du Passage luptă în armata Pirineilor Orientali până în 1795, pe urmă este aghiotant al generalului Victor în Italia, unde se distinge. Între 1805 și 1807 face campaniile „Marii Armate”, în calitate de aghiotant al mareșalului Lannes. Luptă apoi cu distincție în Spania, între 1808 și 1812, devenind baron al Imperiului în 1808. Devine general de brigadă pe 19 mai 1811. În 1813, în cadrul campaniei din Germnania, este făcut prizonier, încheindu-și cariera militară activă după bătălia de la Waterloo. Numele său este înscris pe Arcul de Triumf din Paris.  